# Okiseius subtropicus
Okiseius subtropicus är en spindeldjursart som beskrevs av Ehara 1967. Okiseius subtropicus ingår i släktet Okiseius och familjen Phytoseiidae. Inga underarter finns listade i Catalogue of Life.